# La Jeunesse de Rigadin
Pour plus de détails, voir Fiche technique et Distribution.
La Jeunesse de Rigadin est un film muet français réalisé par Georges Monca, sorti en 1912.

## Fiche technique
- Titre : La Jeunesse de Rigadin
- Réalisation : Georges Monca
- Scénario : Charles Prince
- Photographie :
- Montage :
- Société de production : Pathé Frères
- Société de distribution : Pathé Frères
- Pays de production :  France
- Langue : film muet avec les intertitres en français
- Métrage : 215 mètres (1 bobine)
- Format : Noir et blanc — 35 mm — 1,33:1 — Muet
- Genre :  Comédie
- Durée : 7 minutes et 10 secondes
- Numéro de catalogue Pathé : 4985
- Dates de sortie : 
  - France : 18 juin 1912

## Distribution
- Charles Prince : Rigadin